# 靖國會
靖國會（やすくにかい）とは日本に存在する保守系尊皇団体。昭和35年（1960年）に靖國神社国家護持・国家祭祀を目的として徳川義親を総代として結成された。自主憲法の制定や天皇の国家元首明記（現在の法では今上天皇は事実上の元首である）、極東国際軍事裁判での戦犯の名誉回復を目指す、戦後にできあがった日本の体制に対して否定的である。名誉総代に福田赳夫がいる。「外国人参政権に反対する会」や「日本女性の会そよ風」などといった行動する保守団体と協力関係にあり合同で活動していることがある。他には反中共デーにも参加しており、中華人民共和国との国交断絶を目指している。
令和元年（2019年)、事務局長の沼山光洋が靖国神社近くの路上で割腹自決。